# Muhammad IV (Alawici)

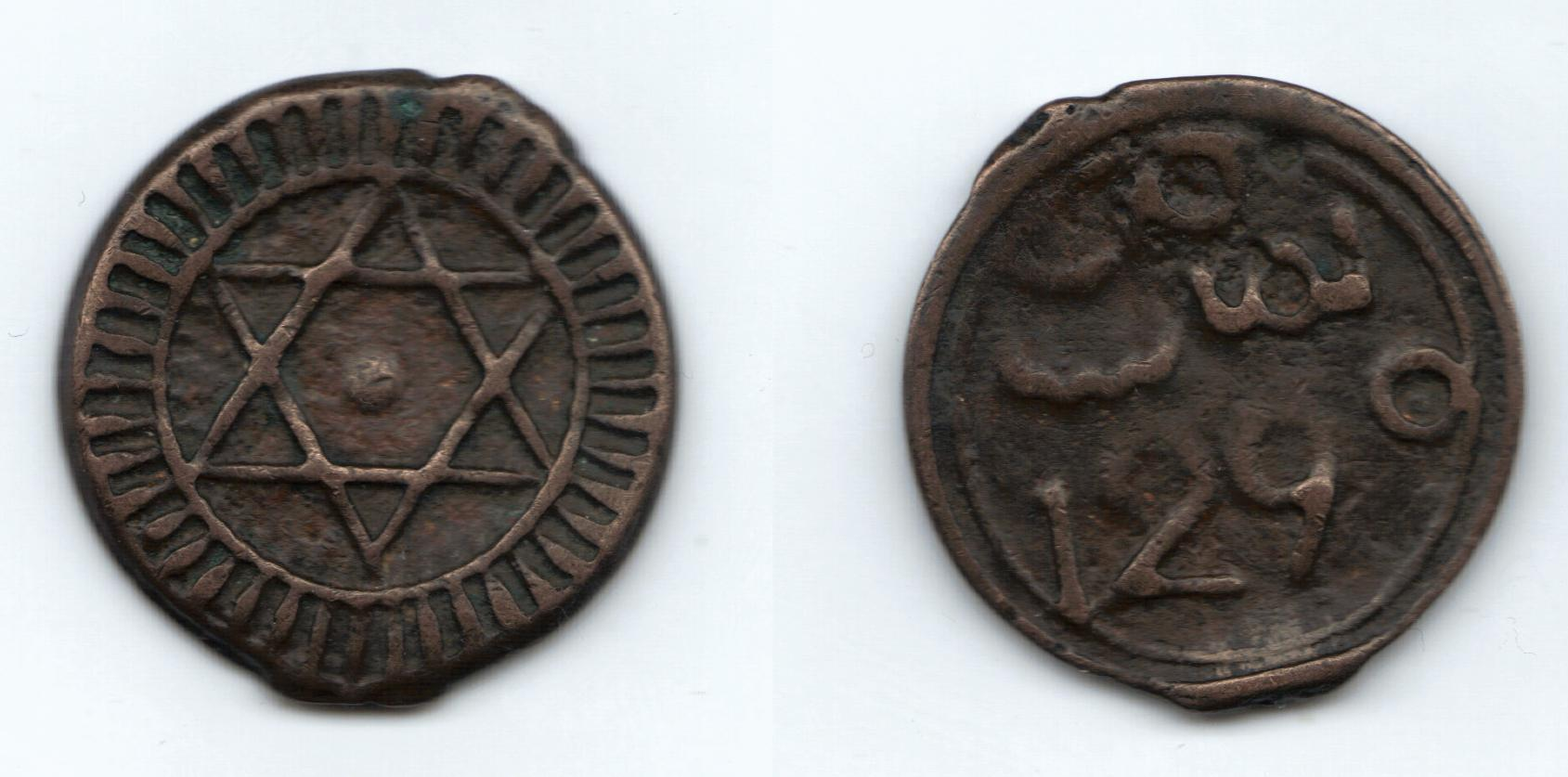
Monety Falus z datą 1873, wybite za czasów Muhammada IV

Muhammad IV (arab. محمد الرابع بن عبد الرحمن = Muḥammad ar-Rābʿ ibn ʿAbd ar-Raḥman, ur. 1803, zm. 16 września 1873 w Marrakeszu) – sułtan Maroka z dynastii Alawitów, syn sułtana Abd ar-Rahmana i jego pierwszej żony Lalli Fatimy. Panował w latach 1859–1873.
Po wstąpieniu na tron po śmierci ojca Muhammad IV dążył do wzmocnienia bezpieczeństwa kraju poprzez modernizację armii i rozbudowę umocnień obronnych. Konieczność takich działań stała się wyraźnie widoczna po klęsce w wojnie z Hiszpanią (1859-1860). 
Modernizacja armii obliczona była jednak także na działania przeciw niespokojnym związkom plemion Berberów i Beduinów, którzy stale zagrażali ludności arabskiej kraju. Zagrożenie to było też powodem szybkiego przyrostu ludności miast na wybrzeżu atlantyckim w połowie XIX wieku - miasta te, dzięki większemu bezpieczeństwu szybko rozwijały się w ważne ośrodki gospodarcze. Drogą morską łatwiej można z nich było eksportować towary. Było to tym istotniejsze, że za rządów Muhammada IV doszło do podpisania licznych umów handlowych z mocarstwami w Europie.